# ブレンダンとケルズの秘密
『ブレンダンとケルズの秘密』（ブレンダンとケルズのひみつ、原題：The Secret of Kells）は、2009年の、フランス、ベルギー、アイルランド合作の長編アニメーション映画である。アヌシー国際アニメーション映画祭で観客賞、ソウル国際マンガ・アニメーション映画祭でグランプリを受賞した。第82回アカデミー長編アニメ映画賞ノミネート。

## あらすじ
9世紀のアイルランド。バイキングの襲来にそなえ、ケルズ修道院を囲む塀を作る大規模な工事が続く中、バイキングに襲われたスコットランドのアイオナ島から、高名な修道士エイダンが、一冊の「聖なる書」を携え逃れて来る。その本には隠された知恵と力が秘められていた。本を完成させるためブレンダンは、インクの原料である、ある植物の実を探しに、危険を冒して、不思議な生き物が隠れ住む魔法の森へ出かける。森でオオカミの妖精アシュリンの助けを得てブレンダンは、無事に実を持ち帰るが、バイキングの襲来がケルズにも迫っていた。ブレンダンは本の力によって、迫りくる闇を打ち砕き、世界に光を取り戻すことができるのか？

## キャスト
| 役名           | 原語版声優             | 日本語吹替 |
| -------------- | ---------------------- | ---------- |
| ブレンダン     | エヴァン・マクガイア   | 斎藤楓子   |
| ケルアッハ院長 | ブレンダン・グリーソン | 市橋尚史   |
| アシュリン     | クリステン・ムーニー   | 丸塚香奈   |
| エイダン       | ミック・ラリー         | 菊池康弘   |
| タン           | リアム・ヒューリカン   | 遠藤広之   |
| 島人           |                        | 遠藤広之   |
| アシュア       | ポール・ティラック     | 山下大毅   |
| スクエア       | ポール・ヤング         | 岩瀬遼平   |
| 村人女①        |                        | 中村菜穂   |
| 少女②          |                        | 中村菜穂   |
| 村人女②        |                        | 泉水みちる |
| 少年③          |                        | 泉水みちる |
| 少女①          |                        | 大川里菜   |
| 少年①          |                        | 藤井詩絵里 |
| 子供           |                        | 藤井詩絵里 |
| 少年②          |                        | 葛西ことえ |
| 母親           |                        | 葛西ことえ |
| 羊飼い         |                        | 栗山拓也   |
| ブラザー       |                        | 栗山拓也   |
| 修道院         |                        | 山田祐也   |
| 聖コルンバ     |                        | 山田祐也   |

## 着想元

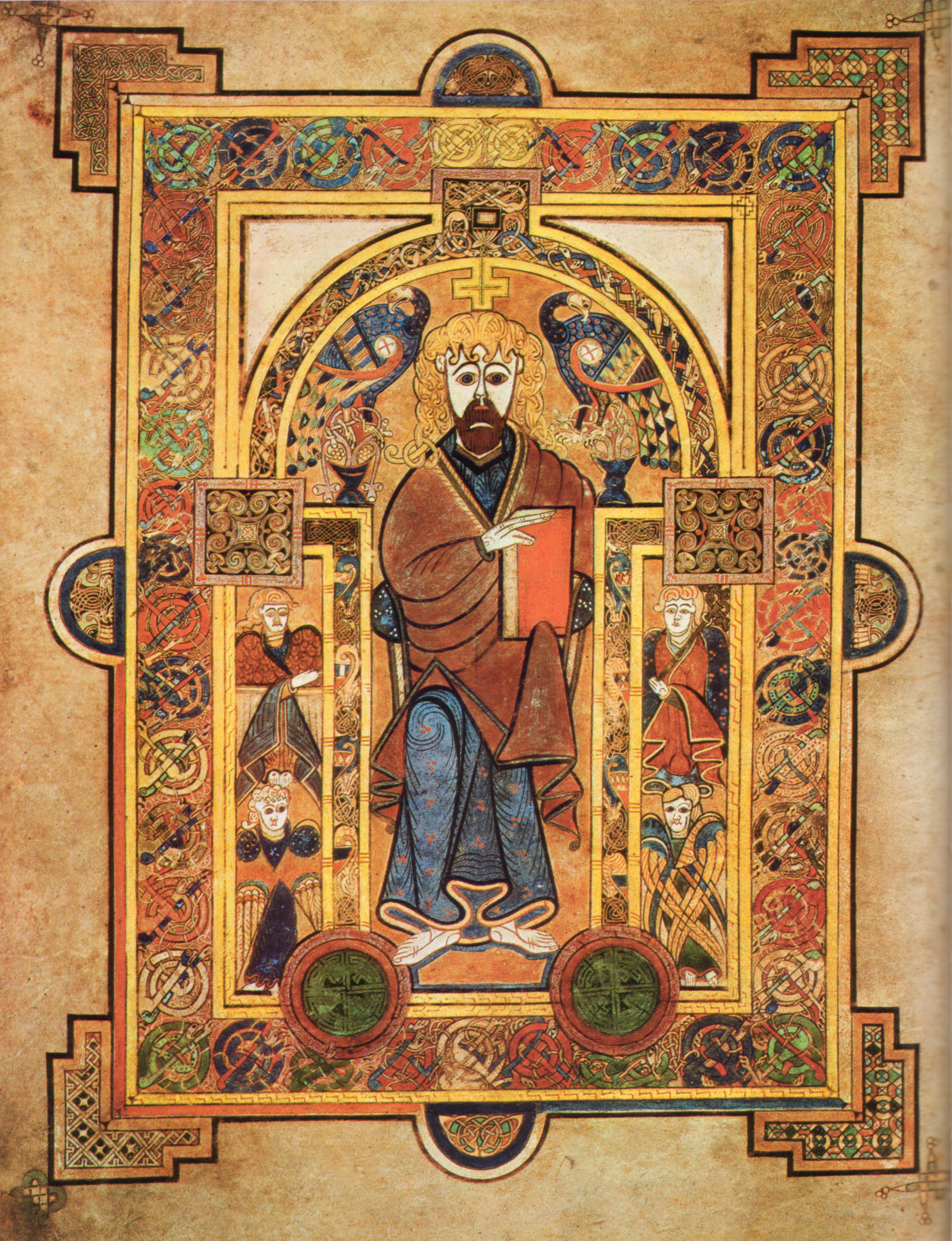
オリジナルのケルズの書。一葉32vのキリストの即位。

この映画は、アイルランドのダブリンにある新約聖書の4 つの福音書を含む、ラテン語の装飾写本である「ケルズの書」の起源の物語に基づいている。また、ケルト神話の要素も織り交ぜられている。例えば、キリスト教以前のアイルランドの神であるクロム・クルアハが登場することや、ブレンダンが遭遇した森の精霊アシュリンによる、預言者の夢やビジョンのような詩の表現が含まれる。ブレンダンとクロム・クルアハの形而上学的な戦いや、『ベーオウルフ』におけるグレンデルの母親との水中での遭遇との類似点など、より広い神話上の類似点についてもコメントされている。
この映画は、監督のトム・ムーアと何人かの友人が、リチャード・ウィリアムズ（アニメーター）の『泥棒と靴屋』、ディズニーの『ムーラン』、グスタフ・クリムトの絵画、ジョン・バウアーのイラスト、そして宮崎駿の作品に触発され、1999年に制作を開始した。それらの映画で用いられるような、文化の伝統芸術に基づくビジュアルの表現を採用している。彼らはスタジオジブリの映画に寄せながら、アイルランドの芸術を用いた作品を作ろうと決めた。トム・ムーアは、視覚的なスタイルはケルトと中世の芸術に触発されたものであり、「フラットで、統一されていない遠近法とたくさんの色」を用いたと説明した。クリーンアップの段階でも、「より太い輪郭線でステンドグラスの効果を出す」ことが計画された。

## 賞
受賞
- 2008年：Directors Finders Award at the Directors Finders Series（アイルランド）
- 2009年アヌシー国際アニメーション映画祭観客賞
- 2009年エジンバラ国際映画祭観客賞
- 2009年：Roy E. Disney Award at Seattle's 2D Or Not 2D Film Festival（シアトル）賞
- 2009年：ソウル国際漫画・アニメーションフェスティバル大賞[17]
- 2009年：Audience Award at the 9th Kecskemét Animation Film Festival; Kecskemét City Prize at the 6th Festival of European Animated Feature Films and TV Specials[18]
- 2010年：Best Animation award at the 7th Irish Film and Television Awards[19]
- 2010年：European Animated Feature Award at the British Animation Awards[20]

ノミネート
- 2009年：アヌシー国際アニメーション映画祭最優秀作品賞グランプリ受賞
- 2009年：Best Animated Film at the 22nd European Film Awards
- 2009年：第37回アニー賞長編アニメ賞
- 2010年：Best Animated Film at the 22nd European Film Awards
- 2010年：第82回アカデミー賞長編アニメーション賞